# Къмбърланд (окръг, Кентъки)
Вижте пояснителната страница за други значения на Къмбърланд.
Окръг Къмбърланд (на английски: Cumberland County) е окръг в щата Кентъки, Съединени американски щати. Площта му е 805 km², а населението - 7147 души (2000). Административен център е град Бърксвил.